# Grand Prix Formule 1 van Hongarije 2002
De Grand Prix Formule 1 van Hongarije 2002 werd verreden op 18 augustus op de Hungaroring in Mogyoród nabij Boedapest.

## Uitslag
| Pos. | Nr. | Coureur              | Constructeur       | Rondes | Tijd / Oorzaak uitval | Grid | Punten |
| ---- | --- | -------------------- | ------------------ | ------ | --------------------- | ---- | ------ |
| 1    | 2   | Rubens Barrichello   | Scuderia Ferrari   | 77     | 1:41:49.001           | 1    | 10     |
| 2    | 1   | Michael Schumacher   | Scuderia Ferrari   | 77     | +0.434                | 2    | 6      |
| 3    | 5   | Ralf Schumacher      | Williams-BMW       | 77     | +13.356               | 3    | 4      |
| 4    | 4   | Kimi Räikkönen       | McLaren - Mercedes | 77     | +29.479               | 11   | 3      |
| 5    | 3   | David Coulthard      | McLaren - Mercedes | 77     | +37.800               | 10   | 2      |
| 6    | 9   | Giancarlo Fisichella | Jordan-Honda       | 77     | +1:08.804             | 5    | 1      |
| 7    | 8   | Felipe Massa         | Sauber - Petronas  | 77     | +1:13.612             | 7    |        |
| 8    | 14  | Jarno Trulli         | Renault            | 76     | +1 Ronde              | 6    |        |
| 9    | 7   | Nick Heidfeld        | Sauber - Petronas  | 76     | +1 Ronde              | 8    |        |
| 10   | 10  | Takuma Sato          | Jordan-Honda       | 76     | +1 Ronde              | 14   |        |
| 11   | 6   | Juan Pablo Montoya   | Williams-BMW       | 76     | +1 Ronde              | 4    |        |
| 12   | 12  | Olivier Panis        | BAR-Honda          | 76     | +1 Ronde              | 12   |        |
| 13   | 17  | Pedro de la Rosa     | Jaguar Racing      | 75     | +2 Rondes             | 15   |        |
| 14   | 25  | Allan McNish         | Toyota             | 75     | +2 Rondes             | 18   |        |
| 15   | 24  | Mika Salo            | Toyota             | 75     | +2 Rondes             | 17   |        |
| 16   | 23  | Mark Webber          | Minardi - Asiatech | 75     | +2 Rondes             | 19   |        |
| DNF  | 22  | Anthony Davidson     | Minardi - Asiatech | 58     | Gespind               | 20   |        |
| DNF  | 15  | Jenson Button        | Renault            | 30     | Gespind               | 9    |        |
| DNF  | 16  | Eddie Irvine         | Jaguar Racing      | 23     | Motor                 | 16   |        |
| DNF  | 13  | Jacques Villeneuve   | BAR-Honda          | 20     | Transmissie           | 13   |        |

## Wetenswaardigheden
- Het team van Arrows is failliet en zal vanaf deze race niet meer aan de start van een race staan.

## Statistieken
| Snelste ronde | Michael Schumacher | Scuderia Ferrari | 1:16.207 |

## Noot
- Dit was het debuut van de Britse coureur Anthony Davidson.

1936 · 1986 · 1987 · 1988 · 1989 · 1990 · 1991 · 1992 · 1993 · 1994 · 1995 · 1996 · 1997 · 1998 · 1999 · 2000 · 2001 · 2002 · 2003 · 2004 · 2005 · 2006 · 2007 · 2008 · 2009 · 2010 · 2011 · 2012 · 2013 · 2014 · 2015 · 2016 · 2017 · 2018 · 2019 · 2020 · 2021 · 2022 · 2023 · 2024 · 2025 · 2026 · 2027 · 2028 · 2029 · 2030 · 2031 · 2032